# Nozomi Andō
Nozomi Andō (安藤希?, Andō Nozomi; Chiba, 3 agosto 1982) è un'attrice giapponese.

## Carriera
Debuttò nel 1999, con il film Gamera 3: Revenge of Iris. Nel 2000 interpretò il ruolo della protagonista in Sakuya: Slayer of Demons, per il quale vinse nel 2001 il premio come miglior nuovo talento al Mainichi Film Concours. Nel 2002 interpretò Tomie Kawakami in Tomie: Forbidden Fruit, quinto lungometraggio di una serie tratta dall'omonimo manga di Junji Itō. 
Nel 2003 fu nel cast del J-Horror The Suicide Manual e del sequel The Suicide Manual 2: Intermediate Stage, quindi la sua carriera proseguì con altri undici film.

## Filmografia
- Gamera 3: Revenge of Iris (Gamera 3: Iris kakusei) di Shūsuke Kaneko (1999)
- Sakuya: Slayer of Demons (Sakuya: yōkaiden) di Tomoo Haraguchi (2000)
- Tomie: Forbidden Fruit (Tomie: Saishuu-shō - kindan no kajitsu) di Shun Nakahara (2002)
- The Suicide Manual (Jisatsu manyuaru) di Osamu Fukutani (2003)
- The Suicide Manual 2: Intermediate Stage (Jisatsu manyuaru 2: chuukyuu-hen) di Yuuichi Onuma (2003)
- L'amant di Ryūichi Hiroki (2004)
- Werewolf Warrior (Kibakichi: Bakko-yokaiden) di Tomoo Haraguchi (2004)
- Fresh Wind: Early Days of Yoda Bensan (Atarashii kaze - Wakasa nichi no Yoda Bensan) di Tetsuya Matsushima (2004)
- Flic di Masahiro Kobayashi (2005)
- Sekai no owari di Shiori Kazama (2005)
- Touch (Tatchi) di Isshin Inudou (2005)
- Guroduka di Yōichi Nishiyama (2005)
- Odoru yakuza: kumichō wa, watashi!? (film TV) di Naoyuki Tomomatsu (2006)
- Houkyou monogatari di Ken Iizuka (2006)
- Hanada shōnen-shi di Nobuo Mizuta (2006)
- Bodī jakku di Yoshio Kuratani (2008)